# Уитмор, Бетани
Бетани Уитмор (англ. Bethany Whitmore; род. 7 декабря 1999) — австралийская актриса, наиболее известная по своей ролью Джаден Каган в мини-сериале «Развод по-голливудски» и 8-летней Мэри Дейзи-Динкл в фильме Адама Эллиота «Мэри и Макс». Также она известна по таким ролям как, Джейн Мунчар в фильме «Псих», Грета Дрисколл в фильме «Спящая красавица» и Мелисса Хиллз в фильме «Семейный закон».

## Фильмография

### Фильмы
- Мэри и Макс (2009) — 8 летняя Мэри Дейзи-Дринкл (озвучка)
- Летний флирт (2010) — Кэти
- Псих[англ.] (2012) — Джейн Мучмор
- Спящая красавица[англ.] (2015) — Грета Дрисколл[6], номинация на премию Австралийской ассоциации кинокритиков (AFCA) в категории «лучшая актриса».

### Телевидение
- Странствие[англ.] (2006) — член группы 'Understanding 5’s' (1 эпизод)
- Развод по-голливудски[англ.] (2007) — Джаден Каган (6 эпизодов) «1 час», «2 час», "3 час ", «4 час», «5 час» и «6 час»
- Порыв[англ.] (2008) — Сэди 1 эпизод: «Пилотный»
- Что бы ни случилось с этим парнем?[англ.] (2009) — Бетани (1 эпизод)
- Спасибо, что вы здесь[англ.] (2009) — дополнительный кастинг (1 эпизод)
- Убитое время[англ.] (2011) — Оливия Фрейзер (7 эпизодов)
- Победители и проигравшие[англ.] (2011) — Мэдди Срммерс (2 эпизода)
- Семейный закон[англ.] (2016) — Мелисса (6 эпизодов)
- Пикник у Висячей скалы (2018) — Бланш Гиффорд (6 эпизодов)